# بیروت (فیلم)
بیروت، (در بریتانیا مشهور به مذاکره کننده)، یک فیلم مهیج سیاسی آمریکایی ۲۰۱۸ به کارگردانی برد اندرسون و نویسندگی تونی گیلروی است. این فیلم به ماجرای جنگ داخلی لبنان در سال ۱۹۸۲ می‌پردازد.
در این اثر، جان هم در نقش یکی از دیپلماتهای سابق آمریکایی بازی می‌کند که برای نجات خانواده یک همکار مسئول از مرگ به بیروت برمی گردد. روزاموند پایک، دین نوریس، شی ویگام، لری پاین و مارک پلگرینو نیز بازی می‌کنند. فیلمبرداری اصلی این اثر در ژوئن ۲۰۱۶ در مراکش آغاز شد
این فیلم اولین بار در ۲۲ ژانویه ۲۰۱۸، در جشنواره فیلم ساندنس به نمایش درآمده و در نهایت در ۱۱ آوریل ۲۰۱۸ در ایالات متحده اکران شد و توانست در کل، از منتقدین نظرات مثبتی دریافت کند، چرا که این اثر را علی‌رغم وجو نقص‌هایش، اثری تأثیرگذار شناختند و بازی هام و پایک را تحسین کردند.